# Kavar (Verwaltungsbezirk)
Kavar (persisch شهرستان کوار) ist ein Schahrestan in der Provinz Fars im Iran. Er enthält die Stadt Kavar, welche die Hauptstadt des Verwaltungsbezirks ist. 

## Demografie
Bei der Volkszählung 2016 betrug die Einwohnerzahl des Schahrestan 83.883. Die Alphabetisierung lag bei 83 Prozent der Bevölkerung. Knapp 38 Prozent der Bevölkerung lebten in urbanen Regionen.
| Zensusjahr | Einwohnerzahl |
| ---------- | ------------- |
| 2011       | 77.836        |
| 2016       | 83.883        |